# Sopetrán
Sopetrán är en kommun i Colombia.   Den ligger i departementet Antioquía, i den nordvästra delen av landet, 280 km nordväst om huvudstaden Bogotá. Antalet invånare är 13 385.